# Животне приче политичарки из Војводине
Животне приче политичарки из Војводине је књига интервјуа коју је приредила Дијана Суботички, први пут објављена 2012. године у издању "Банатског културног центра" из Новог Милошева и УГ "Постпесимисти Кикинде" из Кикинде.

## О приређивачу
Дијана Суботички је рођена 1983. године у Кикинди. Године 2007. је дипломирала на Филозофском факултету у Новом Саду. Тренуто је докторанткиња Универзитета у Новом Саду. Новинарством се бави од 1998. године. У октобру 2012. изабрана је за председницу Програмског одбора Радиодифузне установе Војводине. Чланица је Независног друштва новинара Војводине, Незави сног удружења новинара Србије и Интернационалне федерације новинара (ИФЈ).

## О књизи
Књига Животне приче политичарки из Војводине је збирка од седам животних прича политичарки из Војводине. То су приче настале из разговора са политичаркама, међу којима су:
- републичка посланица Олена Папуга из Руског Крстура,
- републичка посланица Јудита Поповић из Зрењанина,
- покрајинска посланица Анико Жирош Јанкелић из Сенте,
- покрајинскеа посланица Весна Бјелић Француски из Кикинде,
- председница Скупштине општине Кикинда Ђурђина Јеринкић,
- потпредседница СО Кикинда Гордана Булатовић, и
- одборница Станислава Хрњак из Кикинде.

Политичарке приказане у књизи су из Демократске странке, Српске напредне странке, Социјалистичке партије Србије, Либерално демократске партије и Лиге социјалдемократа Војводине.
Књига је настала као резултат пилот пројекта истраживања „Повећање свести грађана/ки Војводине о родној равноправности”, чији је носилац удружење грађана „ПостПесимисти Кикинде“.
Суботички је изјавила да је интервјуисала жене политичарке методом која се зове Орал хистори за потребе свог докторског рада.У књизи је на посебан начин приказала живот политичарки, њихове мотиве да се баве политиком, као и препреке на које наилазе на том путу. Приказала је и њихове личне потребе и породичне улоге.